# Barobo
Barobo é um município de  terceira classe de renda municipal (d) na província Surigao do Sul, nas Filipinas. De acordo com o censo de 1 de maio  de  2020 possui uma população de 53 146 pessoas e 12 015 domicílios.